# Bommes
Bommes  egy francia település Gironde megyében az Aquitania régióban. Lakosainak száma 450 fő (2022. január 1.).

## Adminisztráció
Polgármesterek:
- 2001–2008 Yvan Dubedat
- 2008–2020 Bernard Laurans

## Demográfia
| Lakosok száma | 448  | 398  | 446  | 466  | 529  | 514  | 465  | 454  | 439  | 450  |
|               | 1968 | 1982 | 1990 | 2006 | 2013 | 2015 | 2017 | 2019 | 2020 | 2022 |

## Látnivalók
- Sigalas-Rabaud kastély
- Rabaud-Promis kastély
- Rayne-Vigneau kastély
- Lafaurie-Peyraguey kastély
- XII. századi templom